# Bad Schönborn Süd
Bad Schönborn Süd (niem: Bahnhof Bad Schönborn Süd) – stacja kolejowa w Bad Schönborn, w regionie Badenia-Wirtembergia, w Niemczech. Jest jedną z dwóch stacji w Bad Schönborn. Stacja posiada 2 perony i 3 tory i należy do Karlsruher Verkehrsverbund (KVV). Od grudnia 2003 stanowi przystanek dla linii S3 i S4 S-Bahn Ren-Neckar.
Według klasyfikacji Deutsche Bahn posiada kategorię 4.

## Historia
Linia kolejowa Heidelberg–Bruchsal–Karlsruhe (Baden-Kurpfalz-Bahn), została otwarta dla ruchu 10 kwietnia 1843 początkowo do rozstawie o 1600 mm. Stacja została otwarta w Langenbrücken. Kilka lat później, linia została rozbudowana na linię dwutorową.
W związku, że linia posiadała inny rozstaw niż linie sąsiednie, obawiano się utraty zysku z przewozów tranzytowych. Dlatego już w 1854 roku w ciągu zaledwie czterech miesięcy linię przebudowano na normalnotorową (1435 mm).
Od 1 stycznia 1971 roku reforma rząd Badenii-Wirtembergii postanowiła włączyć Langenbrücken i sąsiednią gmina Mingolsheim do nowo utworzonej gminy Bad Schönborn. Stacja została przemianowana na obecną Bad Schönborn Süd.

## Linie kolejowe
- Rheintalbahn